# Kolumna Aśoki w Lumbini

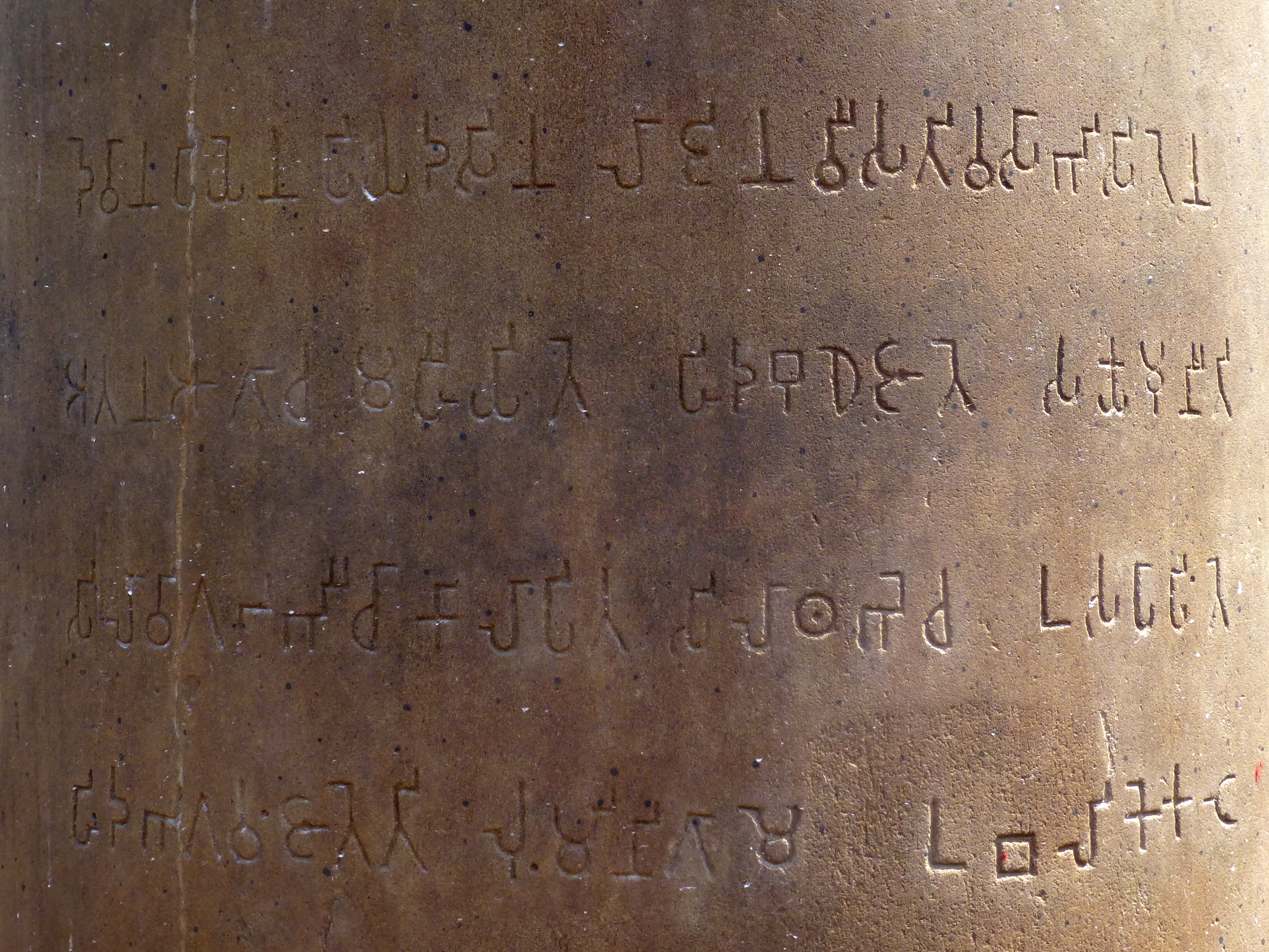
Inskrypcja upamiętniająca wizytę Aśoki w Limbini w 249 roku p.n.e.

Kolumna Aśoki w Lumbini – pomnik z czerwonego piaskowca postawiony z polecenia cesarza Maurjów Aśoki (304–232 p.n.e.) dla upamiętnienia jego pielgrzymki do Lumbini – według tradycji buddyjskiej, miejsca narodzin Buddy.
W 1997 roku Lumbini zostało wpisane na listę światowego dziedzictwa UNESCO.

## Historia
W 249 p.n.e. cesarz Maurjów Aśoka (304–232 p.n.e.) odbył pielgrzymkę do Lumbini – według tradycji buddyjskiej, miejsca narodzin Buddy. By upamiętnić swoją wizytę, polecił postawienie kolumny. Na kolumnie zachowała się inskrypcja Aśoki identyfikująca Lumbini jako miejsce narodzin Buddy. W XIV w. król Khasy Ripu Malla upamiętnił swoją pielgrzymkę do Lumbini dodając swoją inskrypcję na kolumnie.
Z nieznanych przyczyn pielgrzymki do Lumbini ustały w XV w. Miejsce zostało opuszczone i zapomniane. Dopiero w 1896 roku niemiecki indolog Alois Anton Führer (1853–1930) wraz z gubernatorem Palpy Khadgą Samsherą odkryli kolumnę Aśoki.
W 1997 roku Lumbini zostało wpisane na listę światowego dziedzictwa UNESCO.

## Opis
Kolumna z wypolerowanego czerwonego piaskowca z Chunaru ma ponad 9 metrów, z czego ponad 4 metry znajdują się pod ziemią. Waży 73 tony. Kolumna ma kształt ściętego stożka – jej średnica przy bazie to ok. 80 cm a przy szczycie ok. 60 cm. Całość jest lekko odchylona od pionu a przez środek przebiega pękniecie. Szczyt jest uszkodzony – brakuje opisywanego w VII w. przez chińskiego podróżnika Xuanzanga (602–664) kapitelu.

### Inskrypcje
Na kolumnie znajdują się dwie inskrypcje: oryginalna, fundatora cesarza Aśoki, która upamiętnia jego pielgrzymkę do Lumbini, oraz dodany w XIV w. napis króla Khasy Ripu Malla.

#### Inskrypcja Aśoki
Inskrypcja Aśoki składa się z 90 znaków w języku palijskim zapisanych pismem Brahmi:

Devānapiyena Piyadasina lājina vīsativasābhisitena

atana āgāca mahīyite hida Budhe jāte Sakyamuniti

silāvigadabhīcā kālāpite silāthabecha usapāpite

hida Bhagavam jāte ti Lummini gāme ubalike kate

athabhāgiye ca.

Istnieją różne wersje tłumaczenia inskrypcji na język angielski, przy czym druga część napisu sprawia trudności w przekładzie. W wolnym tłumaczeniu na język polski pierwsze dwie linijki napisu brzmią: „Król Piyadasi, umiłowany przez bogów, osobiście przybył tu w dwudziestym roku panowania, by oddać cześć; ponieważ urodził się tu Budda Siakjamuni [...]”, a kolejne trzy linijki mówią, że król podarował różne obiekty z kamienia, ponieważ urodził się tu Budda Siakjamuni, i że wzniósł kolumnę, a także że wioska Lumbini została zwolniona z płacenia podatków i musi odprowadzać [jedynie] ósmą część [tego, co wytworzy].

#### Inskrypcja Ripu Malli
W górnej części kolumny, po stronie wschodniej, znajduje się inskrypcja z początku XIV w. umieszczona dla upamiętnienia pielgrzymki króla Khasy – Ripu Malla:

Om Mani Padme Hum

Sri Ripu Malla Chidam Jayatu

Sangrama Malla

Pierwsza część napisu to modlitwa, a po niej następuje zdanie „niech książę Malla będzie długo zwycięski”.